# Ernst Alexanderson
Ernst Frederick Werner Alexanderson (25. januar 1878 – 14. maj 1975) var en svensk-amerikansk elektronikingeniør. Han var bl.a. designer af langbølgeantennen på Kalundborg Radiofonistation. Han stod også bag Grimeton Radio SAQ i Sverige der nu hører under UNESCOs Verdensarvsliste år 2004.
Langbølgesenderen Grimeton ligger i Varbergs kommun. Den blev bygget i 1920erne med henblik på transatlantisk radiokommunikation.
Han arbejdede bl.a. for RCA og General Electric.